# Pays-Bas aux Jeux olympiques d'hiver de 1964
Les Pays-Bas participe aux Jeux olympiques d'hiver de 1964, organisés à Innsbruck en Autriche. Ce pays participe aux Jeux olympiques d'hiver pour la septième fois. La délégation néerlandaise, formée de six athlètes (quatre hommes et deux femmes), obtient deux médailles (une d'or et une d'argent) et se classe au dixième rang du tableau des médailles.

## Médaillés
| Médaille                           | Nom              | Discipline          | Épreuve             |
| ---------------------------------- | ---------------- | ------------------- | ------------------- |
| Médaille d'or, Jeux olympiques     | Sjoukje Dijkstra | Patinage artistique | Simple femmes       |
| Médaille d'argent, Jeux olympiques | Kees Verkerk     | Patinage de vitesse | 1 500 mètres hommes |

## Résultats

### Patinage artistique
| Athlète          | Épreuve       | FO | PL | Points | Somme des rangs | Rang final                     |
| ---------------- | ------------- | -- | -- | ------ | --------------- | ------------------------------ |
| Sjoukje Dijkstra | Simple femmes | 1  | 1  | 2018.5 | 9               | Médaille d'or, Jeux olympiques |

### Patinage de vitesse

#### Hommes
| Épreuve       | Athlète         | Course        | Course            |
| Épreuve       | Athlète         | Temps         | Rang              |
| ------------- | --------------- | ------------- | ----------------- |
| 1 500 mètres  | Rudi Liebrechts | 2 min 12 s 8  | 10                |
| 1 500 mètres  | Ard Schenk      | 2 min 13 s 4  | 13                |
| 1 500 mètres  | Kees Verkerk    | 2 min 10 s 6  | Médaille d'argent |
| 5 000 mètres  | Rudi Liebrechts | 7 min 50 s 9  | 8                 |
| 5 000 mètres  | Peter Nottet    | 8 min 26 s 1  | 34                |
| 5 000 mètres  | Kees Verkerk    | 7 min 51 s 1  | 9                 |
| 10 000 mètres | Rudi Liebrechts | 16 min 08 s 6 | 4                 |
| 10 000 mètres | Kees Verkerk    | 16 min 53 s 4 | 16                |

#### Femmes
| Épreuve      | Athlète       | Course       | Course |
| Épreuve      | Athlète       | Temps        | Rang   |
| ------------ | ------------- | ------------ | ------ |
| 1 000 mètres | Willy de Beer | 1 min 40 s 1 | 17     |
| 1 500 mètres | Willy de Beer | 2 min 34 s 0 | 16     |
| 3 000 mètres | Willy de Beer | 5 min 49 s 9 | 27     |